# Коце Зафиров
Коце Зафиров е български революционер, деец на Вътрешната македоно-одринска революционна организация.

## Биография
Коце Зафиров е роден през 1869 в град Радовиш, тогава в Османската империя, днес в Северна Македония. Влиза във ВМОРО и от 1900 година е член на околийския революционен комитет в Радовиш. През март 1901 година османските власти го задържат и затварят в Куршумли хан в Скопие покрай разкритията на Смилянската афера. След няколко месеца е оправдан и освободен.
През 1915 година новите сръбски власти отново го арестуват и след тежки мъчения полудява. Убиват го по пътя за Призрен.